# Hezekiah (Khaziaria)
Ezechia ben Obadia (... – 860) era il sovrano dei Khazari, probabilmente a metà del IX secolo d.C..
Era il figlio di Obadia, discendente di Bulan. Egli fece arrivare in Khazaria i migliori studiosi rabbinici, e fece costruire anche yeshivot.
Poco si sa circa il regno di Ezechia. Come con altri sovrani bulanidi, non è chiaro se Ezechia fosse Khagan o Khagan Bek dei Khazari, sebbene quest'ultimo sia più probabile.
Il figlio Menasseh I fu il successore di Hezekiah.